# Adam Olech
Adam Olech – polski filozof i tłumacz, dr hab. nauk humanistycznych w zakresie filozofii, profesor nadzwyczajny w Katedrze Filozofii na Wydziale Humanistycznym Uniwersytetu Humanistyczno-Przyrodniczego im. Jana Długosza w Częstochowie.

## Życiorys
Absolwent oraz doktor filozofii Wydziału Filozoficzno-Historycznego UJ. Promotorem jego doktoratu, dotyczącego semiotyki logicznej Kazimierza Ajdukiewicza, był prof. Jan Woleński. Stopień doktora habilitowanego nauk humanistycznych w zakresie filozofii uzyskał na Wydziale Humanistycznym UMK w Toruniu za osiągnięcie naukowe zatytułowane Język, logika i poznanie. Jest profesorem nadzwyczajnym w Katedrze Filozofii na Wydziale Humanistycznym Uniwersytetu Humanistyczno-Przyrodniczego im. Jana Długosza w Częstochowie. Był wieloletnim dyrektorem Instytutu Filozofii, Socjologii i Psychologii na Wydziale Nauk Społecznych Akademii im. Jana Długosza w Częstochowie, a następnie dyrektorem Instytutu Filozofii na  Wydziale Humanistycznym Uniwersytetu Humanistyczno-Przyrodniczego im. Jana Długosza w Częstochowie. Przez kilkanaście lat był Przewodniczącym Częstochowskiego Oddziału Polskiego Towarzystwa Filozoficznego. W swoim dorobku naukowym nawiązuje do tradycji szkoły lwowsko-warszawskiej oraz do fenomenologii Edmunda Husserla i Romana Ingardena.

## Publikacje książkowe autorskie
- 1993: Język, wyrażenia i znaczenia : semiotyka Kazimierza Ajdukiewicza[2].
- 2014: Semantyczna teoria poznania[2].
- 2020: The Semantic Theory of Knowledge, Peter Lang AG, Bern, Switzerland.

## Redakcje monografii
- 2001: Psychologizm-antypsychologizm. W setną rocznicę wydania Logische Untersuchungen Edmunda Husserla. Wstęp i red. A. Olech, "Aureus", Kraków.
- 2010: Wokół "Pamięci i tożsamości", wstępem opatrzył A. Olech, red. A. Olech i M. Rembierz, "Esus", Poznań.
- 2016: Vzdělanec v provincii. Uczony na prowincji. Uspořádali: Tomus 3. Filosofie v provincii. Filozofia na prowincji, red.A. Olech i M. Otisk. Úvod/Wprowadzenie M. Otisk. Vydavatel / Wydawca Ostravská univerzita v Ostravě, Filozofická fakulta ve spolupráci s / we współpracy z Akademią im. Jana Długosza w Częstochowie, Ostrava.

## Wybrane rozprawy, artykuły i eseje
w języku polskim
- W sprawie ”jasnego i niejasnego stylu filozofowania” Kazimierza Twardowskiego,  „Principia. Pismo koncepcyjne z filozofii i socjologii teoretycznej”, t. V, Uniwersytet Jagielloński, Kraków 1992.
- Humanitas a kwestia dojrzewającego do pełni Absolutu, „Principia. Pisma koncepcyjne z filozofii i socjologii teoretycznej”, t. XIII-XIV, Uniwersytet Jagielloński, Kraków 1995.
- W sprawie polemiki Romana Ingardena z Kazimierzem Ajdukiewiczem,  „Principia. Pisma koncepcyjne z filozofii i socjologii teoretycznej”, t. XVI-XVII, Uniwersytet Jagielloński, Kraków 1996-1997.
- W sprawie pojęć uniwersalnych i transcendentalnych, „Filozofia Nauki”, R.VI, nr 2(22), Uniwersytet Warszawski, Warszawa 1998.
- W sprawie poczucia realności świata, [w:] Filozofia i logika. W stronę Jana Woleńskiego, red. J. Hartman, Wydawnictwo „Aureus”, Kraków 2000.
- Ajdukiewicz a Husserl wobec kwestii znaczenia wyrażeń, „Studia Semiotyczne”, XXIV, wydał i wstępem opatrzył Jerzy Pelc, Polskie Towarzystwo Semiotyczne, Znak-Język-Rzeczywistość, Warszawa 2001.
- Stanowisko Tadeusza Czeżowskiego wobec sporu o istnienie świata, [w:] Tadeusz Czeżowski (1889-1981). Dziedzictwo idei: Logika-Filozofia-Etyka, red. W. Tyburski i R. Wiśniewski, Wydawnictwo Uniwersytetu Mikołaja Kopernika, Toruń 2002.
- Nikt, kto jest rozumny nie może być wrogiem Platona, [w:] Spotkania platońskie. W dobie rozumu rozproszonego wracamy do korzeni. Praca zbiorowa pod redakcją Aliny Motyckiej przy współpracy Seweryna Blandziego, Wydawnictwo Instytutu Filozofii i Socjologii PAN, Warszawa 2004.
- W sprawie sporu o rolę języka w poznaniu, „Przegląd Filozoficzny – Nowa Seria”, Komitet Nauk Filozoficznych PAN, Instytut Filozofii i Socjologii UW, R. 14, nr 2(54), Warszawa 2005.
- O prawdomówności i prawdziwości, [w:] Deskrypcje i prawda. Czterdziestolecie Polskiego Towarzystwa Semiotycznego, pod redakcją Jerzego Pelca, Polskie Towarzystwo Semiotyczne. Znak-Język-Rzeczywistość. Biblioteka Myśli Semiotycznej, t. 51, Warszawa 2010.
- Obrona Sokratesa przed krytyką Ajdukiewicza, „Archiwum Historii Filozofii i Myśli Społecznej”, Instytut Filozofii i Socjologii PAN, Warszawa 2010, vol. 55.
- Prawda, dowód i istnienie, [w:]  W poszukiwaniu fundamentów, czyli o   potrzebie stałości w zmieniającym się świecie. Księga Jubileuszowa ofiarowana Profesorowi Adamowi Rosołowi, red. K. Kowal, A. Konert, Wydawnictwo Akademii im. Jana Długosza w Częstochowie, Częstochowa 2013.
- O sensowności logicznej i sensie życia, [w:] Quaestiones de qualitate vitae, studia interdisciplinaria. Księga Jubileuszowa dedykowana Romualdowi Derbisowi. W poszukiwaniu jakości życia, studium interdyscyplinarne, red. A. Wudarski, Frankfurt n.Odrą-Częstochowa-Osnabrück 2014.
- O Ajdukiewiczu i Ingardenie – uczniach Husserla. W setną rocznicę ukazania się Księgi I Idei Husserla, [w:] Filozofia polska na tle filozofii europejskiej w XX wieku, red. M. Woźniczka, Wydawnictwo im. S. Podobińskiego Akademii im. Jana Długosza w Częstochowie, Częstochowa 2014.
- O złu, dobru i tradycji. Z zapisków prowincjonalnego filozofa, [w:] Strategie twórcze w działaniu, red. G. Hebrajska i J. Ślósarska, Wydawnictwo PRIMUM VERUM,  Łódź 2016, s. 221-231. Pierwodruk w: Vzdělanec v provincii. Uczony na prowincji Uspořádali. Tomus 3. Filosofie v provincii. Filozofia na prowincji. Redakcja Adam Olech i Marek Otisk. Vydavatel / Wydawca Ostravská univerzita v Ostravě, Filozofická fakulta, 2016.
- W sprawie destrukcji substancjalności świata, [w:] Origines, fontes et narrationes – pośród kręgów poznania historycznego. Prace ofiarowane Profesorowi Marcelemu Antoniewiczowi w 65 rocznicę urodzin, red. M. Cetwiński, M. Janik i M. Nita, Wydawnictwo im. Stanisława Podobińskiego Uniwersytetu Humanistyczno-Przyrodniczego im. Jana Długosza w Częstochowie, Częstochowa 2018.
- Niemarginalne uwagi w sprawie semantycznej teorii poznania Kazimierza Ajdukiewicza, „Studia Philosophica Wratislaviensia”, vol. XVI, fasc. 2(2019), Wydawnictwo Uniwersytetu Wrocławskiego.
- Ajdukiewicz, Husserl i Tarski – w sprawie semantycznej teorii poznania, "Studia Semiotyczne", Tom 33 Nr 2 (2019), Polskie Towarzystwo Semiotyczne, Znak-Język-Rzeczywistość, Warszawa 2019.

w języku angielskim
- Some Remarks on Ajdukiewicz’s and Husserl’s Approaches to Meaning, [in:]  The Heritage of Kazimierz Ajdukiewicz, eds. V. Sinisi and J. Woleński, Poznan Studies in the Philosophy of the Sciences and the Humanities, vol. 40, Rodopi, Amsterdam-Atlanta 1995.
- The Theticness and the Reality, “Reports on Philosophy”, nr 18, Jagiellonian University Press,  Kraków 1998.
- Ajdukiewicz and Husserl on the Issue of the Meaning of Expressions, “Studia Semiotyczne – English Supplement”, Editor-in-chief by J. Pelc, Assistant Editors of “Studia Semiotyczne – English Supplement” by K. Kuś and K. Komorowska, vol. XXIV, 2015(2001).
- On Ajdukiewicz’s Project of the Semantic Theory of Knowledge. In: The Lvov-Warsaw School.  Past and Present. Eds by U. Wybraniec-Skardowska & A. Garrido. Studies in Universal Logic (USU) series. Editor of USU series Jan-Yves Beziau. Springer/Birkhäuser. Basel 2018.
- Ajdukiewicz, Husserl and Tarski—Concerning the Semantic Theory of Knowledge, "Studia Semiotyczne - English Supplement", Vol. 31, 2020..

## Przekłady z języka angielskiego
- Skolimowski H., Kazimierz Ajdukiewicz – epistemologia odzwierciedlona w języku (rozdz. V. książki tegoż autora pt. Polish Analytical Philosophy, Routledge and Kegan Paul, London 1967, ss. 131-171), w: „Zagadnienia naukoznawstwa”, z.3/75, t.XIX, Ossolineum, PAN Warszawa 1983, s. 277-308.
- McMullin E., Racjonalne i społeczne parametry nauki  (The Rational and the Social, w: “Grazer Pholosophische Studien”, nr 12/13, 1981), w: „Zagadnienia naukoznawstwa”, t. XIX, z.4 /76, Ossolineum, PAN Warszawa 1983, s. 521-536.
- Zahar E., Logika odkrycia czy psychologia inwencji ? (Logic Discovery or Psychology of Invention, w: “The British Journal for the Philosophy of Science”, vol. XXXIV 1983, nr 3), w: „Zagadnienia naukoznawstwa”, t.XX, z. 4/80, Ossolineum, PAN Warszawa 1984, s. 611-622.
- Yahiel N., Od normatywnej do interpretatywnej socjologii wiedzy (referat pt. From a Normative to an Interpretative Sociology of Science), w: „Zagadnienia naukoznawstwa”, t. XXI, z. 1/81, Ossolineum, PAN Warszawa 1985, s. 47-64.
- Jerzy Kosiński, Malowany ptak (rozdz. 1. i 2.) (Jerzy Kosiński, The Painted Bird, Bantam Book, New York 1981), w: “Pismo literacko-artystyczne”, 5/72, R. VII, Kraków 1988, s. 4-22 (przekład wykonany z żoną – Haliną Olech).